# Ліче
Ліче (пол. Licze, нім. Littschen) — село в Польщі, у гміні Квідзин Квідзинського повіту Поморського воєводства.
Населення — 767 осіб (2011).
У 1975-1998 роках село належало до Ельблонзького воєводства.

## Демографія
Демографічна структура станом на 31 березня 2011 року:
|          | Загалом | Допрацездатний вік | Працездатний вік | Постпрацездатний вік |
| -------- | ------- | ------------------ | ---------------- | -------------------- |
| Чоловіки | 401     | 104                | 276              | 21                   |
| Жінки    | 366     | 85                 | 231              | 50                   |
| Разом    | 767     | 189                | 507              | 71                   |